# Łeoniwka (obwód czernihowski)
Łeoniwka (ukr. Леонівка) – wieś na Ukrainie, w obwodzie czernihowskim, w rejonie nowogrodzkim, w hromadzie Semeniwka. W 2001 liczyła 299 mieszkańców.